# Kazimír Gajdoš
Kazimír Gajdoš (ur. 28 marca 1934, zm. 9 listopada 2016) – czechosłowacki piłkarz.
W karierze klubowej reprezentował barwy Tatrana Preszów oraz Interu Bratysława. W reprezentacji Czechosłowacji rozegrał cztery mecze. Dwukrotny uczestnik mistrzostw świata z lat 1954 oraz 1958.